# 毛里湖
毛里湖是一个位于中国湖南省常德市津市市的淡水湖，面积约为26.78平方千米，属于长江区。它的一级流域为长江流域，二级流域为长江干流水系。